# Kalifornijska pastrva
Kalifornijska pastrva ((lat.) Oncorhynchus mykiss) je slatkovodna riba iz porodice salmonida ((lat.) Salmonidae).

## Opis
Kalifornijska pastrva vretenastog je tijela, nešto šireg nego kod potočne pastrve. Leđa su tamnozelene boje, a po bokovima se, cijelom dužinom tijela, pruža linija duginih boja zbog čega je u Sjedinjenim Američkim Državama nazivaju "rainbow trout". Cijelo tijelo joj je prekriveno tamnim pjegama. Raste od 35 do 70 cm dužine te 0,5 do 6 kg težine.

## Rasprostranjenost
Ova riba svoje podrijetlo vuče iz Sjeverne Amerike, a najrasprostranjenija je u američkoj saveznoj državi Kalifornija kojoj zahvaljuje svoj naziv. U Europu je stigla 1880. godine no nikad se nije prilagodila europskim vodama. Živi u čistim i bistrim rijekama sličnim životom naše potočne pastrve. Razmnožava se na točno određenim mjestima, prvenstveno u Pirenejima. Jednostavno ih je uzgajati ih u ribogojilištima. Francuska je postala najveći europski proizvođač uzgajane Kalifornijske pastrve. Jedno od najvećih ribogojilišta za uzgoj kalifornijske pastrve u Europi nalazilo se u Hrvatskoj, na izvoru rijeke Rude, u selu Rudi, Ribogojilište Ruda.

## Način života, stanište i ishrana
Kalifornijska se pastrva najčešće pušta u zatvorene vodene površine poput manjih jezera. Najviše vremena provodi u sredini vodene površine, djelomično na dnu, djelomično na površini, a djelomično po sredini te dvije vodene razine. U rijekama boravi u dubljim dijelovima. S vremenom započinje spuštanje nizvodno. 
Kao mala Kalifornijska pastrva se hrani planktonom i sitnim vodenim životinjama, a kasnije prelazi na krupniju hranu, prvenstveno rakove i kukce, ali ne izbjegava ni ribu.

## Razmnožavanje
U svojoj prirodnom staništu u svojoj postojbini Kalifornijska pastrva se razmnožava u trećoj godini života za ženke, a u drugoj za mužjake. Mrijest se odvija u gornjim dijelovima rijeka, od studenog do svibnja, pri temperaturi vode od 10 do 15 °C. Ženka prilikom mrijesta vrši pripremu pješčanog ili šljunčanog ležišta gdje će položiti 500 do 5.000 jajašaca. Nakon mužjakove oplodnje, inkubacija jajašaca traje dva do tri mjeseca, katkada i više ovisno o temperaturi vode. Mlade pastrve rastu brzo pritom se hraneći kukcima i njihovim ličinkama.

## Ostali projekti
|  | Zajednički poslužitelj ima stranicu o temi Kalifornijska pastrva    |
|  | Zajednički poslužitelj ima još gradiva o temi Kalifornijska pastrva |
|  | Wikivrste imaju podatke o taksonu Kalifornijska pastrva             |